# Kim Jae-Bum
Kim Jae-Bum (en coreano: 김재범; Gimcheon, 25 de enero de 1985) es un deportista surcoreano que compitió en judo.
Participó en dos Juegos Olímpicos de Verano en los años 2008 y 2012, obteniendo dos medallas: plata en Pekín 2008 y oro en Londres 2012. En los Juegos Asiáticos consiguió dos medallas de oro en los años 2010 y 2014.
Ganó tres medallas en el Campeonato Mundial de Judo entre los años 2009 y 2011, y seis medallas en el Campeonato Asiático de Judo entre los años 2005 y 2015.

## Palmarés internacional
| Juegos Olímpicos    | Juegos Olímpicos        | Juegos Olímpicos  | Juegos Olímpicos |
| Año                 | Lugar                   | Medalla           | Categoría        |
| ------------------- | ----------------------- | ----------------- | ---------------- |
| 2008                | Pekín (China)           | Medalla de plata  | –81 kg           |
| 2012                | Londres (Reino Unido)   | Medalla de oro    | –81 kg           |
| Campeonato Mundial  |                         |                   |                  |
| Año                 | Lugar                   | Medalla           | Categoría        |
| 2009                | Róterdam (Países Bajos) | Medalla de bronce | –81 kg           |
| 2010                | Tokio (Japón)           | Medalla de oro    | –81 kg           |
| 2011                | París (Francia)         | Medalla de oro    | –81 kg           |
| Juegos Asiáticos    |                         |                   |                  |
| Año                 | Lugar                   | Medalla           | Categoría        |
| 2010                | Cantón (China)          | Medalla de oro    | –81 kg           |
| 2014                | Incheon (Corea del Sur) | Medalla de oro    | –81 kg           |
| Campeonato Asiático |                         |                   |                  |
| Año                 | Lugar                   | Medalla           | Categoría        |
| 2005                | Taskent (Uzbekistán)    | Medalla de oro    | –73 kg           |
| 2008                | Jeju (Corea del Sur)    | Medalla de oro    | –81 kg           |
| 2009                | Taipéi (Taiwán)         | Medalla de oro    | –81 kg           |
| 2011                | Abu Dabi (EAU)          | Medalla de oro    | –81 kg           |
| 2012                | Taskent (Uzbekistán)    | Medalla de oro    | –81 kg           |
| 2015                | Kuwait (Kuwait)         | Medalla de plata  | –81 kg           |